# Biggar (Saskatchewan)
Biggar is een plaats (town) in de Canadese provincie Saskatchewan en telt 2033 inwoners (2006).

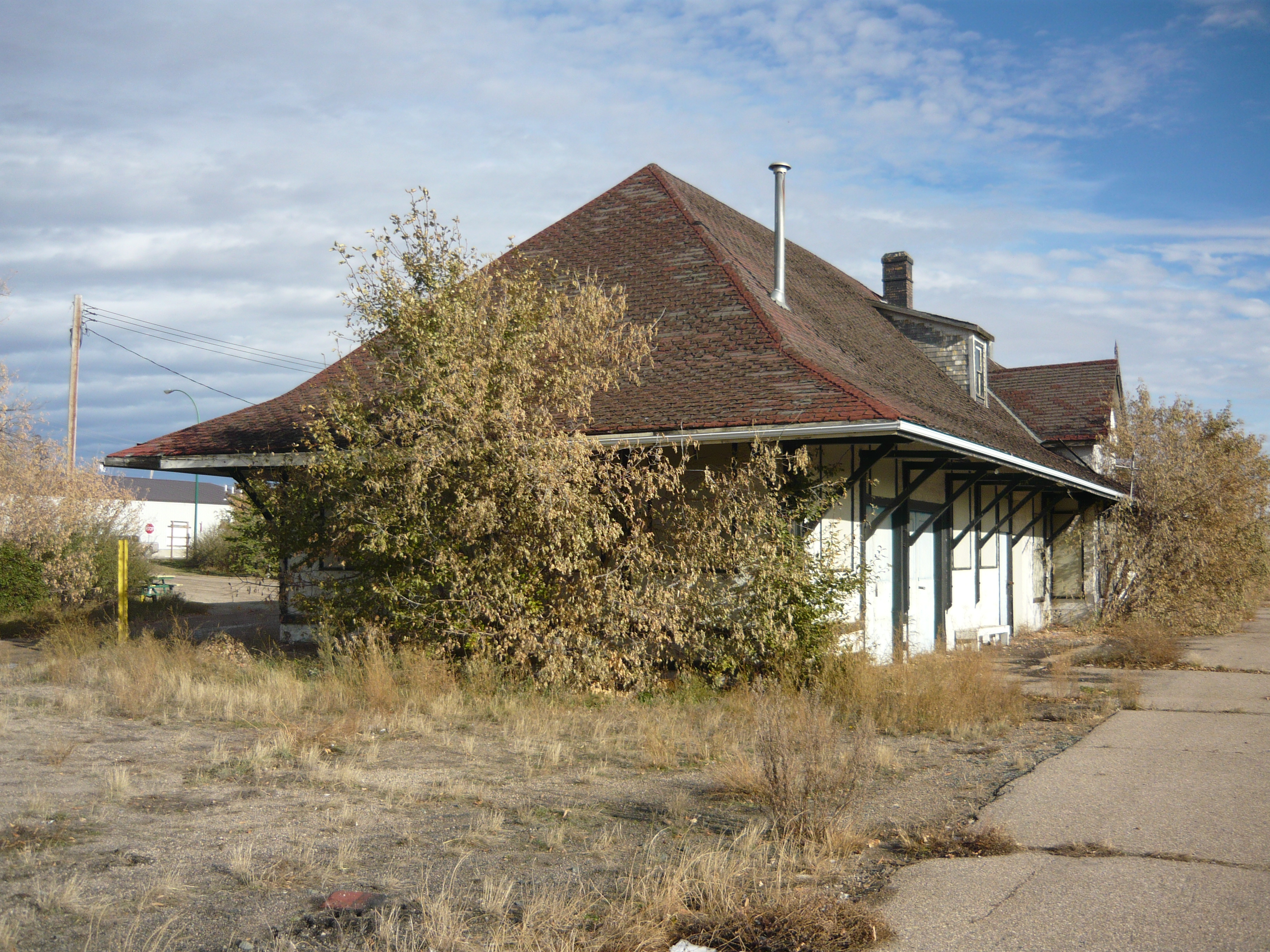
Station in Biggar
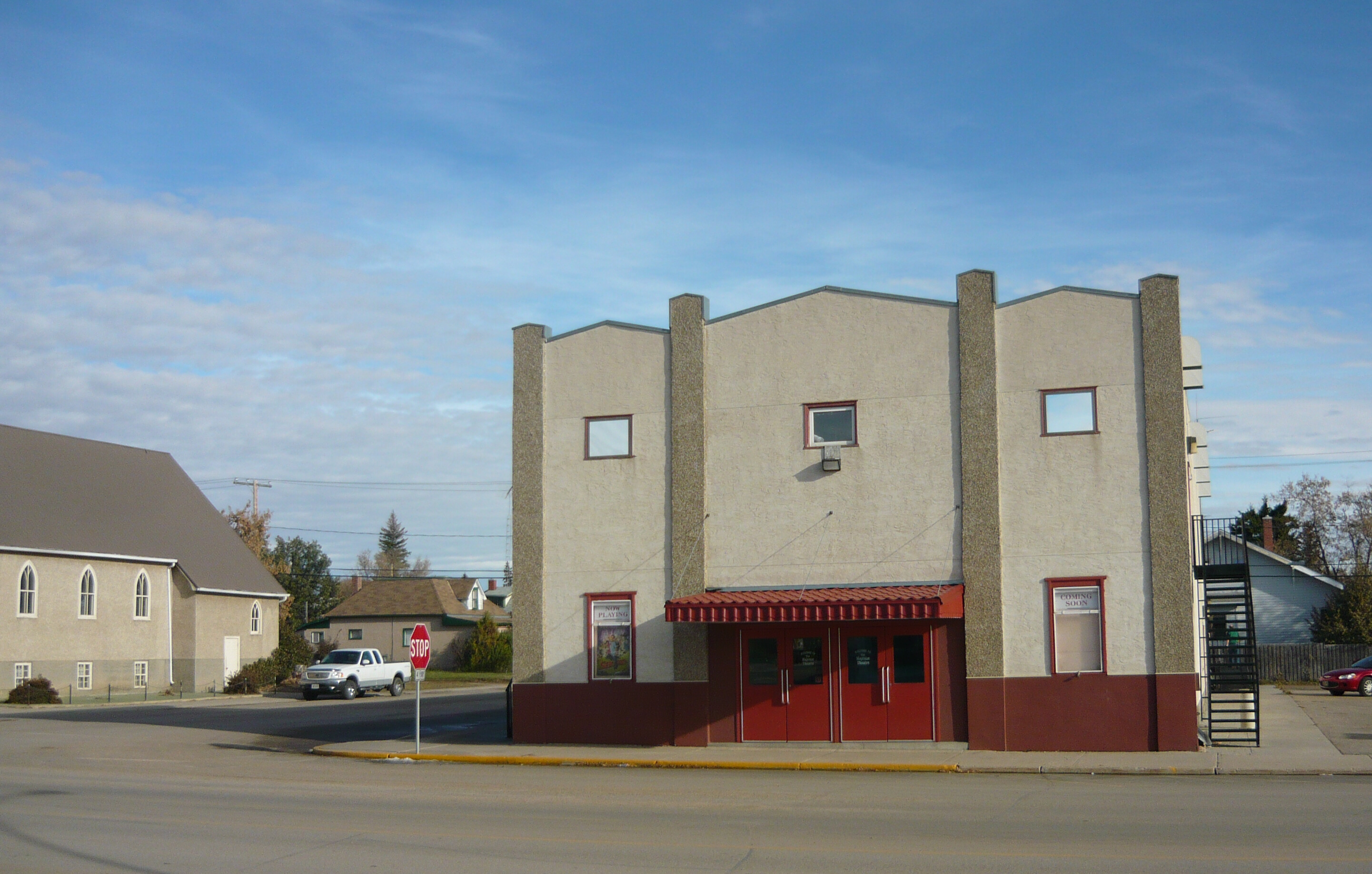
Theater van Biggar
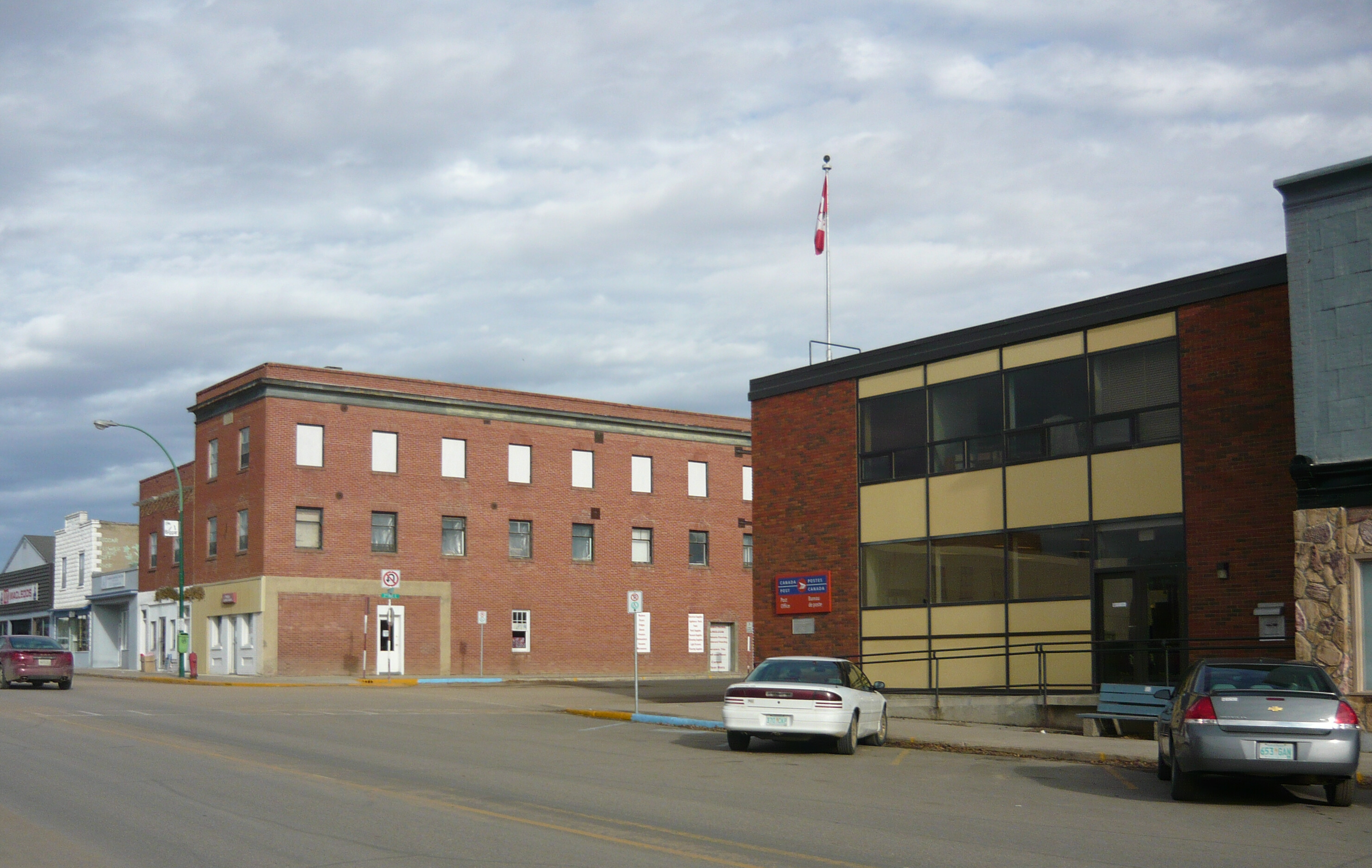
Eamon Block